# Жёлтое лицо
«Жёлтое лицо» (англ. The Adventure of the Yellow Face) — рассказ английского писателя Артура Конан Дойля о знаменитом сыщике Шерлоке Холмсе. Входит в сборник рассказов «Воспоминания Шерлока Холмса» (др. название — «Записки о Шерлоке Холмсе»), опубликованный в 1894 году.

## Сюжет
Ватсон приглашает Шерлок Холмса на прогулку в парк. По возвращении на Бейкер-стрит они узнают от мальчика-лакея, что их посетил некий господин, который, прождав некоторое время Холмса, покинул дом, пообещав в скором времени вернуться. Нервный гость забыл в гостиной свою курительную трубку, и Холмс делает несколько впоследствии подтвердившихся выводов о внешности и характере гостя.
Показывается мистер Грант Монро. Он просит Холмса помочь ему разобраться в непростой семейной ситуации. Три года назад Монро встречает некую Эффи Хеброн, двадцатипятилетнюю вдову адвоката из  США. В своё время там вспыхнула эпидемия жёлтой лихорадки, во время которой погибли муж и ребёнок Эффи, после чего она переехала в Англию, где и познакомилась с Монро. Монро и Эффи полюбили друг друга, поженились и счастливо зажили.
За некоторое время до визита Монро к Холмсу происходит следующее: Эффи попросила у Монро 100 фунтов стерлингов, но отказалась объяснить, для чего ей нужна эта сумма. Спустя ещё несколько дней, во время прогулки, Монро видит, что нежилой коттедж, находящийся рядом с виллой, где живут они с женой, кем-то заселён, так как возле коттеджа расположено много узлов и чемоданов.
Заинтересованный Монро прохаживается возле коттеджа, надеясь увидеть своих новых соседей, но вдруг в окне второго этажа он видит мельком ужасное мертвенно-жёлтое лицо. Монро решает познакомиться с соседями, однако открывшая дверь женщина сухо и грубо обрывает попытки Монро заговорить с ней. Ночью Монро, растревоженный видением ужасного жёлтого лица, спит очень плохо. И внезапно он понимает, что его жена среди ночи украдкой уходит куда-то из дома. По её возвращении Монро прямо спрашивает её об этом, но жена неумело лжёт ему о том, что якобы просто выходила подышать свежим воздухом.
На следующий день Монро, возвращавшийся после недолгой отлучки домой, видит свою жену, выходящую из загадочного коттеджа. Жена объясняет это тем, что просто зашла к новым соседям в гости, но когда Монро делает попытку войти в коттедж, Эффи умоляет его не делать этого. Монро соглашается, но ставит условие для жены: более никогда не ходить в гости в этот странный дом. И когда они с женой идут на свою виллу, Монро, обернувшись, видит, как за ними в окно наблюдает некто с ужасным жёлтым лицом.
Спустя два дня Монро, вернувшись с работы пораньше, не застаёт свою жену дома. Справедливо рассудив, что она, скорее всего, находится в загадочном доме, Монро вламывается в коттедж, но никого там не обнаруживает. Зато в комнате, где должно было находиться загадочное существо с жёлтым лицом, Монро обнаруживает фото своей жены, сделанное по его настоянию три месяца назад. Вернувшись домой, Монро бросает жене обвинение в нарушении своего обещания и уходит из дому. После этого Монро и едет в Лондон, за помощью к Шерлоку Холмсу.
Крайне заинтересованный этой историей Холмс расспрашивает Монро относительно первого мужа Эффи. Но Монро подтверждает, что видел свидетельство о его смерти. Далее Холмс предлагает Монро вернуться домой, тщательно следить за странным домом, но не делать более попыток вломиться туда. А сам Холмс обещает завтра же приехать вместе с Ватсоном для окончательного разрешения этого загадочного дела.
После ухода Монро Холмс объясняет Ватсону своё видение этой загадки. Скорее всего, первый муж Эффи Монро не умер, а оказался либо душевнобольным, либо прокажённым. И, возможно, кто-то, зная эту страшную тайну, привёз первого мужа в Англию, поселил его в коттедже и стал шантажировать этим Эффи, вымогая деньги. Такой сценарий, по твёрдому убеждению Холмса, является наиболее логичным.
Вечером следующего дня Холмс и Ватсон приезжают в Норбери, где их встречает Монро. Он сообщает, что следил за загадочным домом и предлагает немедленно туда отправиться, чтобы всё выяснить. Уже перед самой дверью коттеджа путь им преграждает Эффи, которая умоляет мужа не входить вовнутрь. Однако Монро не слушает её и они втроём, вместе с Холмсом и Ватсоном, входят в комнату на втором этаже, где обнаруживают стоящую к ним спиной маленькую девочку, в красном платье и длинных белых перчатках. Когда девочка поворачивает к ним своё лицо, становится понятно, что «ужасное жёлтое лицо» — это маска, надетая на ребёнка. Холмс снимает с девочки маску и оказывается, что девочка — негритянка.
Вошедшая следом Эффи Монро всё объясняет. Это её дочь от первого брака, которая выжила во время эпидемии лихорадки и которую Эффи тайно привезла из США, так как очень скучала по своей маленькой дочери. Эффи поселила дочь вместе с преданной служанкой рядом в коттедже. Джон Хеброн, первый муж Эффи, был мулатом , а в то время, из-за расовых предрассудков, брак между людьми с разным цветом кожи считался позорным, как и наличие у «белой» женщины «чёрного» ребёнка(Джон Хеброн был мулат,но со светлой кожей,а крошка Люси по капризу генетики пошла в своих негритянских предков и родилась даже более темнокожей,чем отец) Но мистер Монро ведёт себя в высшей степени благородно, он берёт девочку на руки и предлагает жене поговорить обо всём дома. Очевидно, что пошатнувшийся было брак благополучно восстановлен и маленькая негритяночка найдёт в лице Монро своего второго отца.
Холмс предлагает Ватсону незаметно удалиться, и уже после возвращения домой просит Ватсона напоминать ему об этом случае, если вдруг Ватсону покажется, что Холмс либо слишком полагается на свои способности, либо недостаточно тщательно ведёт расследование какой-либо загадки. Так Холмс даёт понять, что даже великий сыщик иногда может ошибаться и что даже великому сыщику надо изредка напоминать об этом.

## Интересные факты
Рассказ «Жёлтое лицо» входит в ограниченный список рассказов (например, таких как «Знатный холостяк»,  «Человек с рассеченной губой», "Львиная Грива", "Человек с рассечённой губой") о приключениях Шерлока Холмса и доктора Ватсона, в которых отсутствует криминальная подоплёка.
При знакомстве с клиентом Шерлок Холмс называет его «Грант Монро». Однако в дальнейшем жена мистера Монро постоянно называет его по имени — Джек. Возможно, автором допущена описка, и «Грант Монро» превратился в «Джека Монро».

## Переводы по-русски
В 1966 году выпущен перевод Н. Вольпина (опубликован в рамках выходившего тогда восьмитомника Артура Конан-Дойля).
В 2016 году опубликован перевод, сделанный Игорем Толокой.
Историческую ценность представляют переводы, сделанные ещё до революции  - в 1907 и 1912 гг.

## Публикация
- «The Adventure of the Yellow Face», Glasgow Weekly Mail (November 10, 1894), 7.
- «The Adventure of the Yellow Face», [Illustrated by W.H. Hyde]. Harper’s Weekly, 37, No. 1886 (February 11, 1893), 125—127. (The Adventures of Sherlock Holmes)
- «The Adventure of the Yellow Face», Illustrated by Dan Smith. New York World, Sunday Magazine (May 14, 1905), 1-2.
- «The Adventure of the Yellow Face», Stoll’s Editorial News, 4, supplements (January 6, 1921), i-iv; (January 13, 1921), v-viii. illus.
- «The Adventure of the Yellow Face», [Illustrated by Sidney Paget]. The Strand Magazine, 5, No. 26 (February 1893), 162—172. (The Adventures of Sherlock Holmes, 15)
- «The Adventure of the Yellow Face», [Illustrated by Sidney Paget]. The Strand Magazine [New York], 5 (March 1893), 162—172.